# Dick Morgan
Pour les articles homonymes, voir Morgan.
Dick Morgan est un pianiste de jazz américain né le 5 juin 1929 à Petersburg (Virginie) et mort le 20 octobre 2013 à Silver Spring, Maryland.

## Biographie
Il apprend très jeune le piano. Une nuit, à Norfolk, Virginia, il se produit et Duke Ellington présent dans le public, lui prodigue ses encouragements. C'est Cannonball Adderley qui lui permet d'enregistrer son premier album en 1960 pour le label Riverside. Morgan dirige alors régulièrement un trio et a aussi l'occasion d'accompagner entre autres Herb Ellis, Ernie Andrews et Joe Williams.
Mais, après trois albums pour Riverside, il connaît une éclipse. Il réalise quelques rares enregistrements sous son propre label. Dans les années 1990, il enregistre aussi avec Etta Jones.

## Discographie
- See What I Mean (Riverside, 1960)
- Settlin' In (Riverside, 1961)
- At the Showboat (Riverside)
- Workin' Overtime (Morgan, 1975)
- Drive, Passion, Unpredictable (Interplay, 1995)
- After Hours (Foxhaven 70002)
- Live (Foxhaven 70003, 1997)
- Spellbound (Foxhaven 70005)
- Spiritual Journey (Foxhaven 70011, 2000)
- Make Someone Happy (Foxhaven 70014)
- Live at Montpelier (JazzMont, 2009)
- Bewitched (Foxhaven, 2010)

## Sources
- Notices d'autorité :   - VIAF
  - ISNI
  - BnF (données)
  - LCCN
  - Espagne
  - WorldCat
- (en) « Dick Morgan Jazz », sur dickmorganjazz.com (consulté le 12 janvier 2024)

Références
1. ↑  Nachruf in The Washington Post